# Tootsi
Tootsi ist ein Flecken (estnisch alev) in der Landgemeinde Põhja-Pärnumaa im estnischen Kreis Pärnu mit einer Fläche von 1,9 km². Er hat 763 Einwohner (2017).
Bis 2017 bildete der Ort auch eine eigenständige Gemeinde (Tootsi vald).
Tootsi liegt 41 km von Pärnu entfernt. Der Ort ist bekannt für die 1938 gegründete Brikettfabrik.